# 格里茨山

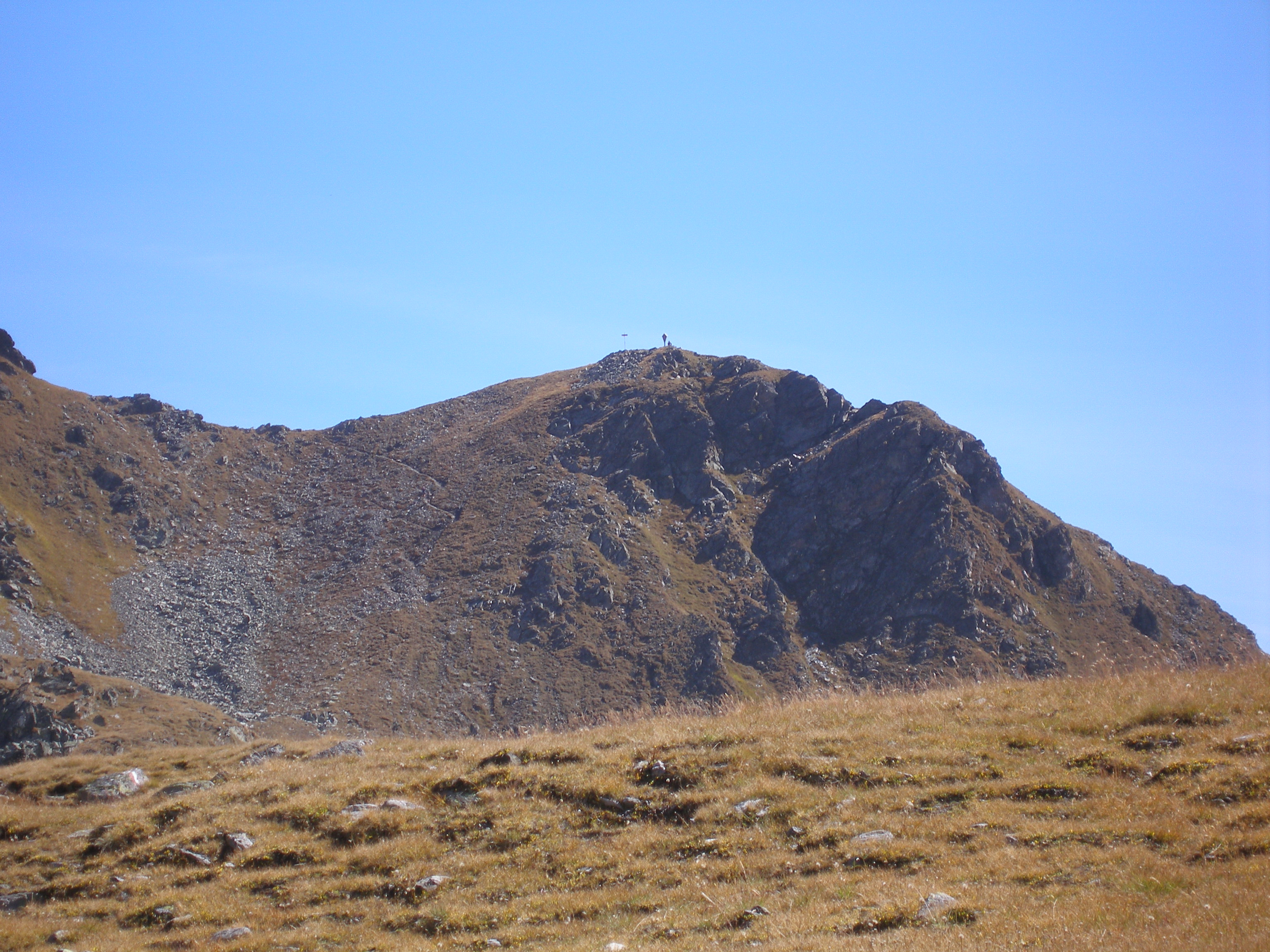

46°56′27″N 12°23′16″E / 46.94083°N 12.38778°E
格里茨山（德語：Gritzer Hörndl），是奧地利的山峰，位於該國西部，由蒂羅爾州負責管轄，屬於維內迪傑山脈的一部分，處於卡斯塔爾山東面，海拔高度2,631米。